# Дневник пастыря
«Дневник пастыря» (англ. First Reformed) — американский фильм 2017 года режиссёра Пола Шредера. Фильм был показан на 74-м Венецианском кинофестивале 31 августа 2017 года. Картина также была номинирована на «Оскар» в категории «Лучший сценарий».

## Сюжет
Преподобный Эрнст Толлер решает вести дневник в течение года, куда будет записывать свои мысли. Толлер переживает потерю своего сына, погибшего в Иракской войне. К нему за советом приходит Мэри, поскольку её муж, Майкл, хочет чтоб Мэри сделала аборт. Майкл считает, что из-за изменения климата планета в ближайшем будущем может оказаться практически непригодной для жизни и он не хочет, чтоб его дети росли в таких условиях.

## В ролях
- Итан Хоук — Эрнст Толлер
- Аманда Сейфрид — Мэри
- Седрик «Развлекатель»
- Виктория Хилл
- Филип Эттинджер
- Майкл Гэстон
- Билл Хоаг

## Критика
Фильм получил положительные оценки кинокритиков. На сайте Rotten Tomatoes фильм имеет рейтинг 93 % на основе 187 рецензии критиков со средней оценкой 8,3 из 10. На сайте Metacritic фильм получил оценку 85 из 100 на основе 47 рецензии, что соответствует статусу «всеобщее признание».

## Награды и номинации
- В декабре 2018 года картина «Дневник пастыря» вошла в список 10 лучших фильмов 2018 года, опубликованный Американским институтом киноискусства (AFI)[7].

| Премия                              | Категория                    | Номинант | Результат |
| ----------------------------------- | ---------------------------- | --- | --------- |
| «Оскар»                             | Лучший оригинальный сценарий | Пол Шредер | Номинация |
| «Выбор критиков»                    | Лучшая мужская роль          | Итан Хоук | Номинация |
| «Выбор критиков»                    | Лучший оригинальный сценарий | Пол Шредер | Победа    |
| «Независимый дух»                   | Лучший фильм                 | Джек Биндер, Грег Кларк, Гэри Хэмилтон, Виктория Хилл, Дэвид Хинойоса, Фрэнк Мюррей, Диипак Сикка, Кристин Вашон | Номинация |
| «Независимый дух»                   | Лучший режиссёр              | Пол Шредер | Номинация |
| «Независимый дух»                   | Лучшая мужская роль          | Итан Хоук | Победа    |
| «Независимый дух»                   | Лучший сценарий              | Пол Шредер | Номинация |
| «Спутник»                           | Лучший независимый фильм     | | Номинация |
| «Спутник»                           | Лучшая мужская роль — драма  | Итан Хоук | Номинация |
| «Спутник»                           | Лучший оригинальный сценарий | Пол Шредер | Номинация |
| Национальный совет кинокритиков США | Лучший оригинальный сценарий | Пол Шредер | Победа    |
| Национальный совет кинокритиков США | Топ 10 лучших фильмов года   | | Победа    |